# Députation provinciale de Cordoue
La députation provinciale de Cordoue (en espagnol : Diputación Provincial de Córdoba) est l'assemblée délibérante de la province de Cordoue, dans la communauté autonome d'Andalousie, en Espagne. Son siège se situe à Cordoue.

## Histoire
La députation provinciale de Cordoue est fondée en octobre 1836, trois ans après l'entrée en vigueur du découpage du territoire espagnol en provinces par Javier de Burgos.

## Rôle et compétences
La loi relative aux bases du régime local de 1985 assigne deux missions à chaque province : 
- garantir une prestation des services de compétence municipale intégrale et appropriée sur l'ensemble du territoire provinciale ;
- participer à la coordination de l'administration locale avec les administrations régionale et de l'État.

## Siège
La députation provinciale a son siège au palais de la Merced (Palacio de la Merced), construit au XVIIIe siècle pour accueillir un couvent.

## Organisation

### Assemblée plénière
La province de Cordoue comptant de 500 000 à 1 million d'habitants, la députation se compose de 27 députés.

### Présidents
| Début                                    | Fin             | Nom | Nom                           | Parti |
| ---------------------------------------- | --------------- | --- | ----------------------------- | ----- |
| 26 avril 1979                            | 11 juin 1983    |     | Diego Romero Marín            | UCD   |
| 11 juin 1983                             | 20 mars 1984    |     | José Miguel Salinas Moya (es) | PSOE  |
| 20 mars 1984                             | 17 juillet 1991 |     | Julián Díaz Ortega (es)       | PSOE  |
| 17 juillet 1991                          | 21 juillet 1995 |     | Rafael Vallejo (es)           | PSOE  |
| 21 juillet 1995                          | 15 juillet 1999 |     | José Mellado                  | PSOE  |
| 15 juillet 1999                          | 31 juillet 2002 |     | Matías González,              | PSOE  |
| María Dolores Villatoro assure l'intérim |                 |     |                               |       |
| 14 août 2002                             | 24 juin 2011    |     | Francisco Pulido              | PSOE  |
| 24 juin 2011                             | 25 juin 2015    |     | María Luisa Ceballos (es)     | PP    |
| 25 juin 2015                             | 30 juin 2023    |     | Antonio Ruiz                  | PSOE  |
| 30 juin 2023                             |                 |     | Salvador Fuentes              | PP    |